# Aedes ganapathi
Aedes ganapathi är en tvåvingeart som beskrevs av Donald Henry Colless 1958. Aedes ganapathi ingår i släktet Aedes och familjen stickmyggor. Inga underarter finns listade i Catalogue of Life.